# Valmiera (stacja kolejowa)
Valmiera – stacja kolejowa w miejscowości Valmiera, w gminie Valmiera, na Łotwie. Położona jest na linii Ryga - Valga.

## Historia
Stacja powstała w 1889 wraz z uruchomieniem Kolei Pskowsko-Ryskiej. Początkowo nosiła nazwę Wolmar (ros. Вольмар; łot. Volmāras) od ówczesnej nazwy miasta. W 1919 zmieniono jej nazwę na obecną.

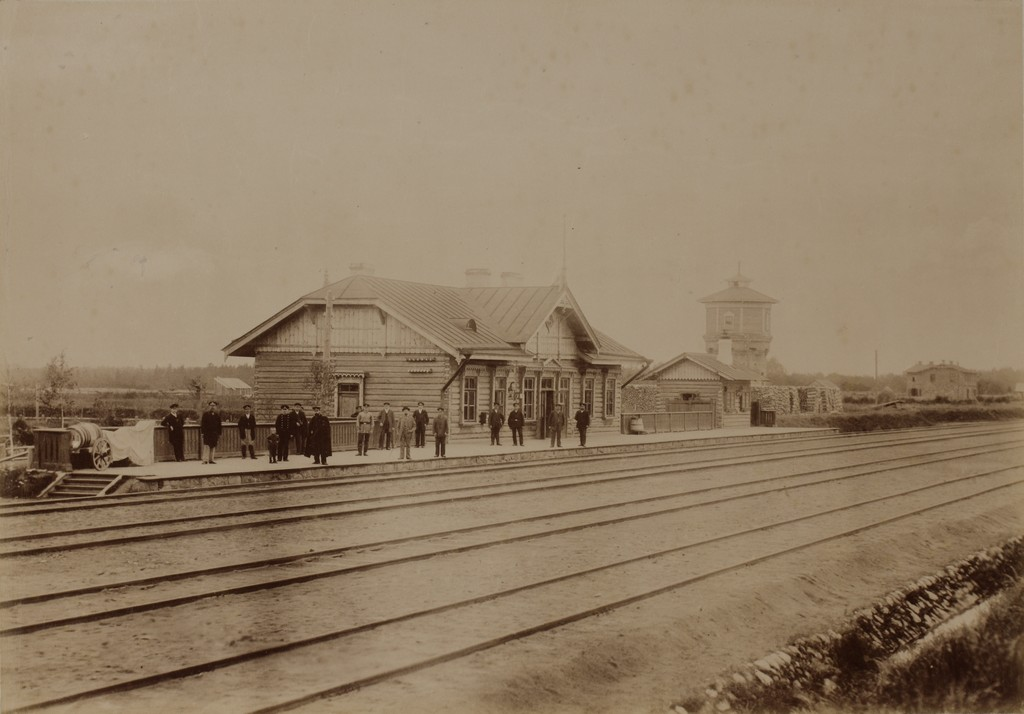
Stacja Wolmar w 1890